# Джарти Лариса Михайлівна
Лариса Михайлівна Джарти (нар. 1952) — українська художниця, член Національної спілки художників України, заслужений художник України, учасниця міжнародних, всеукраїнських та обласних виставок, член Федерації грецьких товариств України.

## Творчий доробок
Лариса Джарти — авторка творів «Портрет мистецтвознавця Тетяни Малініної», «Портрет композитора Сергія Прокоф'єва», «Освячення Святогірської Лаври», «Танець каріатид», «В майстерні батька, художника Михайла Джарти», «Автопортрет» та ін.